# بني صريد
قرية بنى صريد هي إحدى القرى التابعة لمركز فاقوس في محافظة الشرقية في جمهورية مصر العربية. حسب إحصاءات سنة 2006، بلغ إجمالي السكان في بنى صريد 8708 نسمة، منهم 4507 رجل و4201 امرأة.